# Freedom Beast
Freedom Beast è un personaggio immaginario che compare nei fumetti dell'Universo DC.

## Biografia del personaggio
Sud africano per nascita, il vero nome di Freedom Beast è Dominic Mndawe. Comparve per la prima volta in Animal Man n. 13, che aveva una storia ambientata durante il regno dell'apartheid in Sud Africa; Dominic fu arrestato per aver fatto fotografie di atti di violenza motivati dal razzismo commessi dai poliziotti sud africani bianchi. In una cella, Dominic stava per essere ucciso dai suoi catturatori quando fu salvato da Animal Man e B'wana Beast (Mike Maxwell), il predecessore di Mndawe e futuro mentore.
Dopo il salvataggio, Maxwell diede a Mndawe l'elisir e l'elmetto che conferivano poteri al loro proprietario. I due ebbero un breve disaccordo in quanto Mndawe era motivato a continuare la sua resistenza politica contro il governo sud africano e la sua politica di apartheid mentre Maxwell insisteva sul fatto che questa "chiamata" all'eroismo era apolitico. Tuttavia, alla fine si riconciliarono su questo punto e Mndawe continuò a perseguire i suoi obiettivi politici, che lui giustificava con la massima personale "La mitologia di Domani è la politica di Oggi".
Quindi, Animal Man e Freedom Beast prevennero il massacro di un gruppo di pacifici dimostranti da parte della polizia africana. Animal Man ritornò negli Stati Uniti, mentre Maxwell e Freedom Beast rimasero in Sud Africa.
Mike Maxwell ritornò in Animal Man n. 47 (maggio 1992). Fu sotto il controllo di una forza malvagia chiamata Antagon, che lo trasformò in Shining Man. Maxwell morì nella battaglia che ne seguì.
Animal Man e Dominic si allearono di nuovo durante l'incidente Il Giorno della Vendetta, proteggendo la fauna africana dalle intenzioni assassine dei demoni invasori.

## Poteri e abilità
Freedom Beast bevve l'elisir donatogli da B'wana Beast e indossò l'elmetto da lui donatogli. Questi due effetti gli donarono super forza, controllo mentale, fattore di guarigione e l'abilità di fondere una coppia di animali così da creare una potente chimera.

## Altre comparse

### Crisi Infinita
La comparsa più recente di Freedom Beast avvenne in Day of Vengeance Infinite Crisis Special, dove fu impossessato da Rabbia, uno dei Sette Nemici Mortali dell'Uomo. Lo si vide anche al raduno dei mistici a Stonehenge in Crisi Infinita n. 6.
Freedom Beast ricomparve come rappresentante dell'Africa nei riformati Guardiani del Globo in Lanterna Verde vol. 4 dal n. 14 al n. 17. Però, lui e i suoi compagni di squadra furono sottoposti al lavaggio del cervello da parte di Faceless Hunter e furono utilizzati come armi contro Lanterna Verde (Hal Jordan). Alla fine i Guardiani del Globo furono liberati e Freedom Beast ritornò con loro in Checkmate vol. 2 n. 24 e dal n. 29 al n. 31.
In Crisi Finale n. 4, si vide Freedom Beast combattere contro Gorilla Grodd (sotto controllo) sulla Torre di Guardia 4 a Gorilla City.
Nel n. 1 di Justice League: Cry for Justice, Freedom Beast fu ucciso dagli scagnozzi di Prometheus. Il partner di Dominic, Congorilla scoprì il suo amico in punto di morte e giurò di trovare giustizia per la sua morte. Prometheus fu poi ucciso da Freccia Verde nel n. 7 di questa serie.
In Justice League of America n. 60, Congorilla menzionò di avere ancora l'elisir e l'elmetto di Dominic in suo possesso. Cercando di onorare la memoria del suo amico, Congorilla diede le dimissioni dalla League e andò in cerca di un valido candidato per il mantello di Freedom Beast. In Justice League International n. 1 comparve un personaggio vicino a Congorilla indossante una maschera, riferendo che Congorilla aveva trovato un degno successore. L'identità di questo personaggio rimane ignota.

### New 52
Nel settembre 2011, The New 52 riscrisse la continuità DC. In questa nuova linea temporale, Freedom Beast è ancora vivo, ed ebbe il suo debutto quando giunse in America al fine di abbattere un club della caccia che creò una versione sintetica del suo elisir. Si alleò con Midnighter per liberare gli animali catturati e sconfiggere i cacciatori.

### Rinascita
Freedom Beast comparve in Justice League of America vol. 5 n. 11, quando Killer Frost e l'Atomo viaggiarono in Africa pr chiedergli aiuto al fine di guarire Killer Frost.

## In altri media
- Freedom Beast appare in due episodi della quarta stagione di Titans, interpretato da Nyambi Nyambi.[4]